# Bulbus glandis

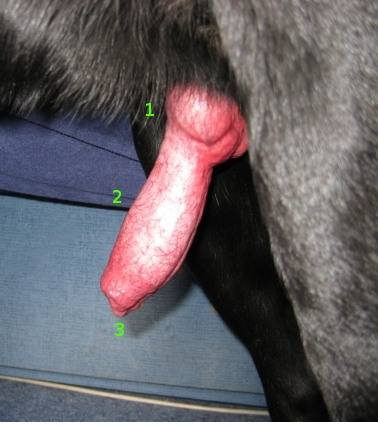
Ztopořený penis Labradorského retrívra. Bulbus glandis (1), Pars longa glandis (2), Processus urethrae (3).

Bulbus glandis (také nazýván jako uzel, anglicky knot) je erektilní tkáňová struktura na penisu psovitých šelem, včetně vlků, kojotů a lišek. Během páření tkáň naběhne a sváže (zaklíní) penis samce uvnitř samice. Během fáze svázání dochází ke stahům vaginálních svalů samice, což stimuluje samcův penis, posiluje ejakulaci (jak spermatické, tak následné prostatické frakce ejakulátu) a udržuje erekci uzlu. U domácích psů může svázání trvat až půl hodiny, obvykle to však bývá méně.